# Гідроксокобаламін
Гідроксокобаламін, також відомий як вітамін B12a, або гідроксикобаламін – це вітамін, який міститься в продуктах харчування та використовується як дієтична добавка. Як добавка він використовується для лікування дефіциту вітаміну B12, включаючи перніціозну (злоякісну) анемію. Інші показання до застосування включають отруєння ціанідами, атрофії зорового нерва Лебера та токсичної амбліопії. Його вводять шляхом внутрішньом'язової, або внутрішньовенної ін'єкції.
Побічні ефекти зазвичай нечисленні. Вони можуть включати діарею, гіпокаліємію, алергічні реакції та високий артеріальний тиск. Звичайні дози вважаються безпечними під час вагітності. Гідроксокобаламін – це природна форма вітаміну B12 та член родини сполук кобаламінів. Гідроксокобаламін, ще одна форма вітаміну B12, необхідний організму для синтезу ДНК.
Гідроксокобаламін вперше був виділений у 1949 році. Він знаходиться у Переліку основних лікарських засобів Всесвітньої організації охорони здоров'я. Гідроксокобаламін доступний як генеричний лікарський засіб. Оптова вартість у країнах, що розвиваються, становить приблизно від 0,12 до 0,84 доларів США за дозу (1 мл розчину концентрацією 1 мг/мл). У Сполучених Штатах аналогічний об'єм коштує близько 0,84 доларів США оптом. У комерційних цілях його виготовляють з використанням одного з кількох штамів бактерій.